# Schmetterlingsmücken

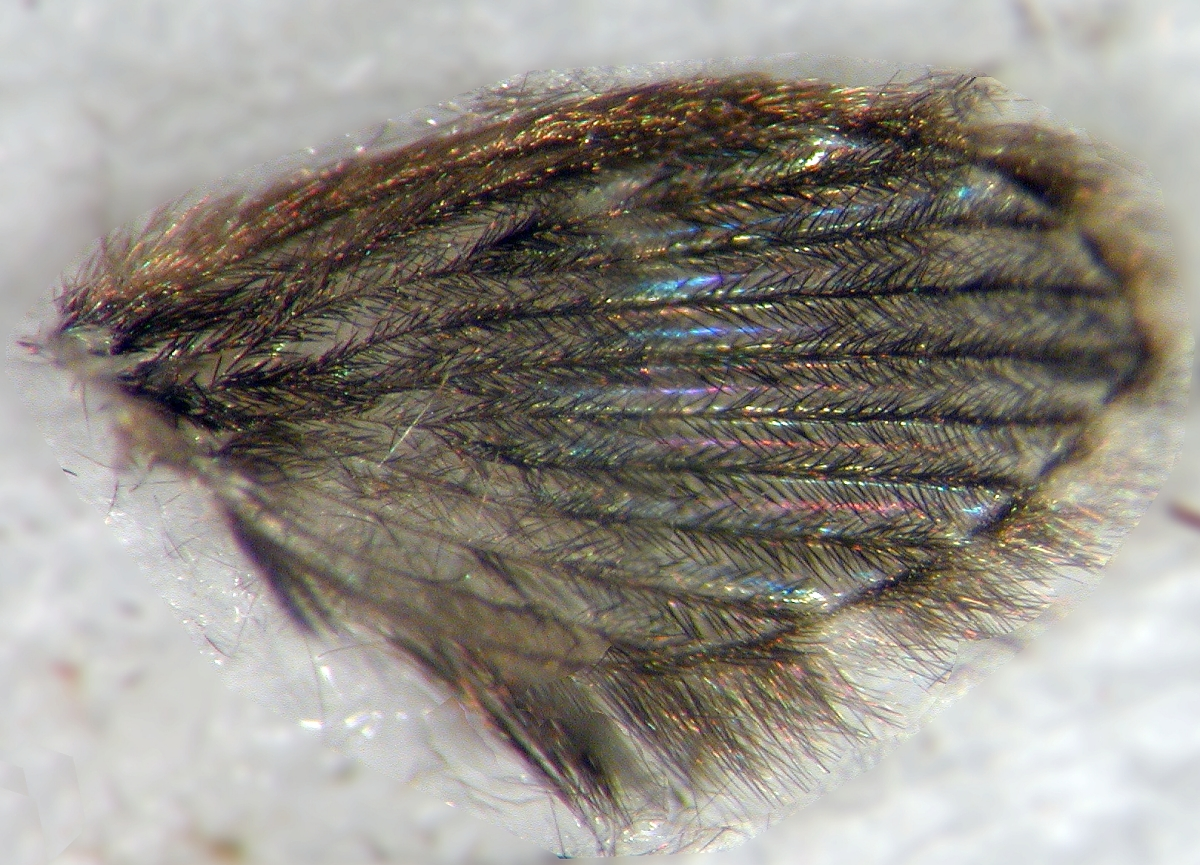
Flügelbehaarung

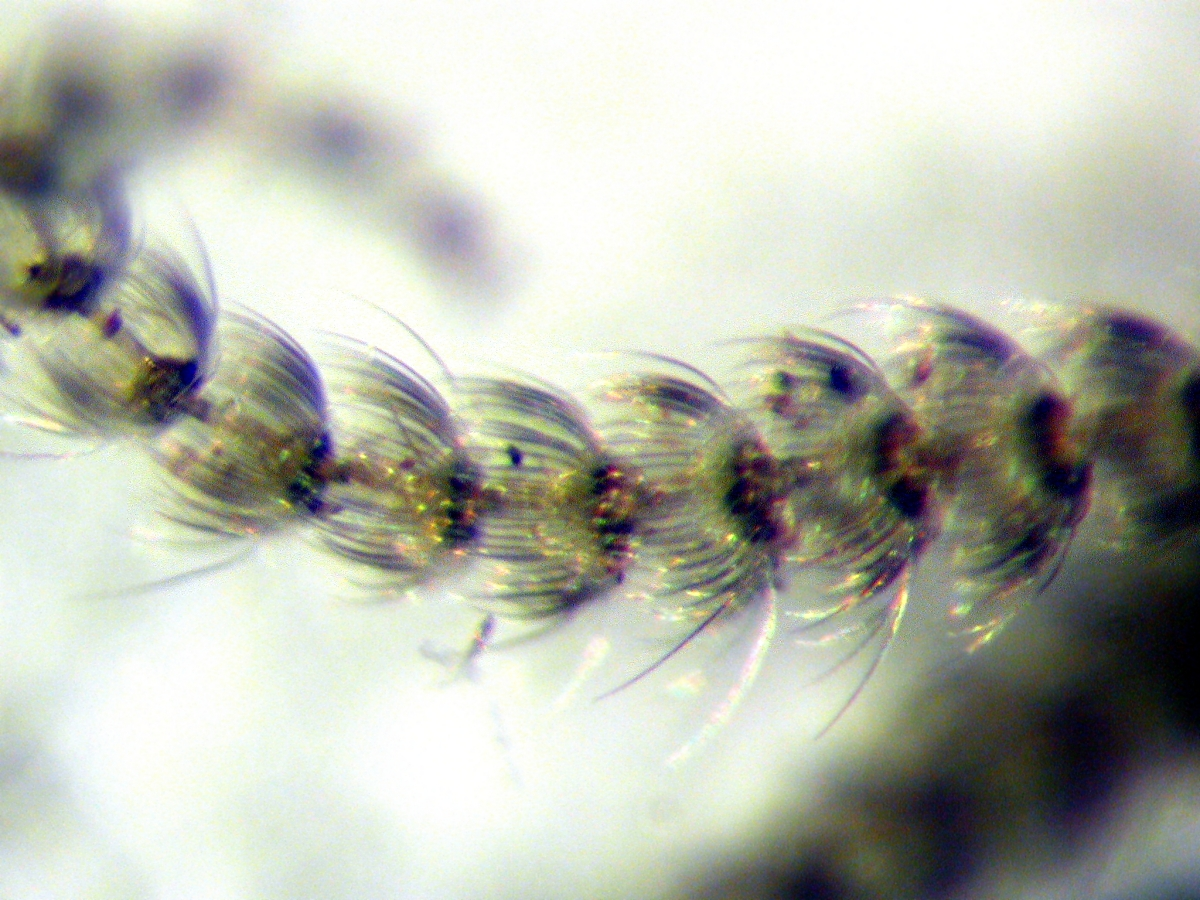
Antenne

Die Schmetterlingsmücken (Psychodidae), auch Schmetterlingsfliegen genannt, sind eine Familie der Zweiflügler (Diptera) und gehören zu den Mücken (Nematocera). Weltweit leben etwa 2850 Arten dieser Tiergruppe, etwa 140 Arten sind aus Deutschland bekannt. Es handelt sich dabei um meist sehr kleine Mücken mit Körperlängen zwischen einem und fünf Millimetern.
Der Körper und die Flügel der Schmetterlingsmücken sind meistens stark behaart. Die relativ großen Flügel werden in der Ruheposition leicht angehoben und dachförmig auf den Rücken gelegt, wodurch sie an winzige Schmetterlinge erinnern. Besonders die Männchen besitzen außerdem meist sehr kontrastreiche Färbungen der Behaarung, die Weibchen sind unauffällig gezeichnet.

## Lebensweise
Die meisten Arten der Schmetterlingsmücken saugen an Pflanzensäften oder Nektar, viele Arten nehmen als Imagines gar keine Nahrung auf. Die Weibchen der Gattung Sycorax stechen Frösche und saugen dort Blut.
Berüchtigt sind die gelblich gefärbten Sandmücken (Unterfamilie Phlebotominae) aus den Tropen und Subtropen. Sie sind Überträger der Orientbeule und der Kala Azar, die durch Leishmania-Arten (parasitische Protozoen) ausgelöst werden. Die Art Phlebotomus papatasi lebt auch in Südeuropa und ist der Erreger des Pappataci-Fiebers, ausgelöst durch ein Virus. Phlebotomus-Arten saugen an allen landlebenden Wirbeltieren und geben beim Stich ein Pheromon ab, welches andere Tiere derselben Art anlockt (Aggregationspheromon, produziert in den Palpen).
Schmetterlingsmücken sind keine besonders guten aktiven Flieger. Sie werden oft durch den Wind verfrachtet, können jedoch sehr gut steuern und zielsicher auch über längere Strecken ihr Ziel erreichen oder Hindernissen ausweichen. Die Männchen tragen an der Brust häufig auffällige Anhänge, in denen sie Sexuallockstoffe produzieren. Unmittelbar nach der Kopulation wirken die Männchen auch auf andere Männchen anlockend. Die Eier werden meist einzeln oder in kleinen Gelegen abgelegt, häufig in der Nähe von Wasser. Die als Abortfliege bekannte Gattung Psychoda sowie einige andere Arten werden durch den Geruch von Kot und Harn angelockt und legen die Eier in der Nähe der Quelle dieser Gerüche ab. Auch der Geruch des Aronstabes lockt die Weibchen an und so leben oft tausende der Larven der Schmetterlingsmücken und anderer Fliegen und Mücken in dessen Blüten, während die Adulten die Bestäubung übernehmen.

## Larvalentwicklung
Die Larven der Schmetterlingsmücken sind maximal vier Millimeter lang und schlank. Nur die Larven der Sycorax-Arten sind asselförmig. Alle Larven haben einen deutlichen Kopf mit Kopfkapsel. Sie sind häufig mit zahlreichen Fortsätzen bestückt, zwischen denen sich tarnende Detritusreste ansammeln können. Wasserlebende Larven aus kalkreichen Gewässern besitzen nicht selten eine Kalkkruste. Manche Arten sind abgeplattet und besitzen verstärkte Rückenteile (Gattung Telmatoscopus). Das vorderste und das hinterste Stigmenpaar sind zur Atmung geöffnet, außerdem sind Analpapillen beschrieben, die wahrscheinlich der Osmoregulation dienen. Man findet die Larven vor allem in flachen Gewässerbereichen, auf überrieselten Felsen und in kleinen Wasseransammlungen. Teilweise bevorzugen sie stark verschmutzte Gewässer wie Jauchegruben, Ausgüsse oder Kläranlagen (etwa die Abortfliegen). Viele Arten leben auch im Waldboden, in feuchtem Moos oder in Pilzen. Die Puppen liegen meist frei und haben nur selten Hörnchen.

## Arten in Europa (Auswahl)
- Clogmia albipunctata
- Psychoda alternata (Abwassermücke, Tropfkörpermücke, Filterfliege[2])
- Psychoda cinerea (Kleine Badezimmer-Schmetterlingsmücke)
- Psychoda grisescens (Abortfliege[3])
- Psychoda phalaenoides (Abtrittsmücke[2])

## Fossile Belege
Die Ursprünge dieser Familie gehen vermutlich bis auf die Grenze zwischen Perm und Trias zurück. Die ältesten fossilen Vertreter dieser Familie sind allerdings erst aus dem Unteren Jura Nordost-Deutschlands und dem Mittleren Jura Sibiriens nachgewiesen. Weitere Nachweise aus dem Mesozoikum stammen aus unterkreidezeitlichem Bernstein (Libanon-Bernstein, etwa 130 Mio. Jahre). Vergleichsweise häufig und in mehreren Gattungen treten Schmetterlingsmücken in eozänem Baltischen Bernstein auf. Auch aus anderen tertiären Bernsteinvorkommen sind Vertreter dieser Familie nachgewiesen, unter anderem aus Dominikanischem Bernstein und Birmit. Bemerkenswert ist der Umstand, dass in nahezu jeder Bernsteinlagerstätte, die Vertreter dieser Familie hervorgebracht hat, die noch heute nahezu weltweit verbreitete Gattung Trichomyia die individuen- und artenreichste ist.